# Diócesis de Huaraz
La diócesis de Huaraz (en latín: Dioecesis Huarazensis) es una circunscripción eclesiástica de la Iglesia católica en Perú. Se trata de una diócesis latina, sufragánea de la arquidiócesis de Trujillo. Desde el 4 de febrero de 2004 su obispo es José Eduardo Velásquez Tarazona.

## Territorio y organización

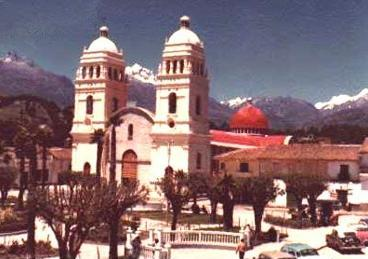
La Catedral de San Sebastián y la Inmaculada Concepción antes de ser destruida por un terremoto en 1970

La diócesis tiene 13 819 km² y extiende su jurisdicción sobre los fieles católicos de rito latino residentes en 4 provincias del departamento de Áncash: Aija, Bolognesi, Carhuaz, Ocros y Recuay, así como algunos distritos de las provincias de Huaraz, Huaylas y Yungay.
La sede de la diócesis se encuentra en la ciudad de Huaraz, en donde se halla la Catedral de San Sebastián y la Inmaculada Concepción, que fue arruinada por un terremoto en 1970 y mientras se halla en reconstrucción el santuario del Señor de la Soledad sirve como catedral.
En 2021 en la diócesis existían 35 parroquias:
- Huaraz
  - Parroquia Nuestra Señora de Belén
  - Parroquia Señor de la Soledad
  - Parroquia del Espíritu Santo
  - Parroquia San Martín de Porres
  - Parroquia Nuestra Señora del Sagrado Corazón.
  - Parroquia Santo Toribio de Mogrovejo (Barrio Shancayán]
  - Parroquia Nuestra señora de Guadalupe
- Recuay
  - Parroquia de San Idelfonso
- Ticapampa
  - Parroquia de Nuestra Señora del Pilar
- Aija
  - Parroquia Santiago Apóstol
- Chiquián
  - Parroquia San Francisco de Asís
- Ocros
  - Parroquia Santo Domingo de Guzmán.
- Macará
  - Parroquia de San Isidro
- Jangas
  - Parroquia San José
- Carhuaz
  - Parroquia de San Pedro
- Yungay
  - Parroquia Santo Domingo de Guzmán
- Caraz
  - Parroquia de San Idelfonso
- Huaylas
  - Parroquia de Nuestra Señora de la Asunción
- Pueblo Libre
  - Parroquia de San Juan Bautista
- Huata
  - Parroquia de San Lorenzo
- Mato
  - Parroquia de San Jacinto
- Cajacay
  - Parroquia de San Agustín
- Shilla
  - Parroquia de San Juan Bautista
- Tillos
  - Parroquia de San Pedro
- Mancos
  - Parroquia de San Roque
- Pira
  - Parroquia San Andrés de Pira

Santuario del Señor de la Soledad: ubicado en la plazuela del Señor de la Soledad, reconstruido después del terremoto de 1970, guarda la imagen del Señor de la Soledad, patrono de la ciudad de Huaraz, cuya imagen data desde la fundación española de la ciudad, en el siglo XVI.
El 28 de enero de 1902 fue fundado el Seminario Mayor de San Francisco de Sales.

## Historia
La diócesis fue erigida el 15 de mayo de 1899 con la bula Catholicae ecclesiae del papa León XIII, obteniendo el territorio de la arquidiócesis de Lima, de la que originalmente era sufragánea. Sus límites eran los mismos que tiene el departamento de Áncash. Su primer obispo fue Francisco de Sales Ezequiel Soto Escaso.
El 15 de mayo de 1958 cedió una porciones de su territorio para la erección por el papa Pío XII de la diócesis de Huacho (mediante la bula Egregia quidem) y de la prelatura territorial de Huari (hoy diócesis de Huari, mediante la bula Qui Regnum Dei).
El 26 de noviembre de 1962 cedió otra porción de su territorio para la erección de la prelatura territorial de Chimbote (hoy diócesis de Chimbote) mediante la bula Ecclesiae propositum del papa Juan XXIII.
Originalmente sufragánea de la arquidiócesis de Lima, el 30 de junio de 1966 pasó a formar parte de la provincia eclesiástica de Trujillo en virtud de la bula Apostolicum officii del papa Pablo VI.
El 22 de marzo de 1983, como resultado del decreto Spirituali Christifidelium de la Congregación para los Obispos, cedió su jurisdicción sobre los distritos de Huarmey, Pamparomas, Quillo, Cochabamba, Colcabamba, Huanchay, Pampas y Pariacoto a la prelatura territorial de Chimbote.

## Estadísticas
Según el Anuario Pontificio 2022 la diócesis tenía a fines de 2021 un total de 234 940 fieles bautizados.
| Año                                                                             | Población | Población | Población      | Sacerdotes | Sacerdotes | Sacerdotes | Católicos por sacerdote | Diáconos permanentes | Religiosos | Religiosos | Parroquias y cuasiparroquias |
| Año                                                                             | Católicos | Total     | % de católicos | Total      | Diocesanos | Regulares  | Católicos por sacerdote | Diáconos permanentes | Masculinos | Femeninos  | Parroquias y cuasiparroquias |
| ------------------------------------------------------------------------------- | --------- | --------- | -------------- | ---------- | ---------- | ---------- | ----------------------- | -------------------- | ---------- | ---------- | ---------------------------- |
| 1950                                                                            | 645 000   | 650 000   | 99.2           | 59         | 51         | 8          | 10 932                  |                      | 12         | 9          | 54                           |
| 1966                                                                            | 254 214   | 256 214   | 99.2           | 58         | 44         | 14         | 4383                    |                      | 22         | 27         | 29                           |
| 1970                                                                            | ?         | 302 335   | ?              | 54         | 36         | 18         | ?                       |                      | 25         | 33         | 26                           |
| 1976                                                                            | 291 550   | 297 500   | 98.0           | 46         | 31         | 15         | 6338                    |                      | 20         | 37         | 30                           |
| 1980                                                                            | 283 632   | 298 560   | 95.0           | 29         | 20         | 9          | 9780                    |                      | 11         | 44         | 28                           |
| 1987                                                                            | 392 000   | 403 000   | 97.3           | 28         | 24         | 4          | 14 000                  |                      | 4          | 32         | 28                           |
| 1999                                                                            | 266 813   | 291 730   | 91.5           | 47         | 37         | 10         | 5676                    | 1                    | 13         | 42         | 29                           |
| 2000                                                                            | 271 438   | 312 240   | 86.9           | 51         | 41         | 10         | 5322                    | 1                    | 13         | 42         | 31                           |
| 2001                                                                            | 275 953   | 333 198   | 82.8           | 60         | 50         | 10         | 4599                    | 1                    | 13         | 48         | 30                           |
| 2002                                                                            | 300 100   | 350 200   | 85.7           | 60         | 50         | 10         | 5001                    |                      | 13         | 49         | 30                           |
| 2003                                                                            | 325 000   | 370 000   | 87.8           | 56         | 45         | 11         | 5803                    | 1                    | 28         | 49         | 30                           |
| 2004                                                                            | 350 000   | 390 000   | 89.7           | 51         | 41         | 10         | 6862                    | 1                    | 26         | 49         | 25                           |
| 2006                                                                            | 365 000   | 405 800   | 89.9           | 49         | 41         | 8          | 7448                    |                      | 21         | 49         | 30                           |
| 2013                                                                            | 220 461   | 389 031   | 56.7           | 51         | 44         | 7          | 4322                    | 1                    | 22         | 39         | 25                           |
| 2016                                                                            | 227 086   | 432 533   | 52.5           | 56         | 47         | 9          | 4055                    |                      | 15         | 39         | 26                           |
| 2019                                                                            | 232 688   | 446 585   | 52.1           | 56         | 49         | 7          | 4155                    |                      | 7          |            | 32                           |
| 2021                                                                            | 234 940   | 367 096   | 64.0           | 58         | 48         | 10         | 4050                    |                      | 10         |            | 35                           |
| Fuente: Catholic-Hierarchy, que a su vez toma los datos del Anuario Pontificio. |           |           |                |            |            |            |                         |                      |            |            |                              |

## Episcopologio
- Mariano Emilio Holguín y Maldonado, O.F.M. † (2 de julio de 1904-30 de mayo de 1906 nombrado obispo de Arequipa)
- Pedro Pascual Francesco Farfán de los Godos † (5 de marzo de 1907-19 de abril de 1918 nombrado obispo de Cuzco)
  - Sede vacante (1918-1920)
- Domingo Juan Vargas, O.P. † (26 de agosto de 1920-1 de agosto de 1936 renunció[nota 1])
  - Sede vacante (1936-1940)
- Mariano Jacinto Valdivia y Ortiz † (15 de diciembre de 1940-17 de diciembre de 1956 nombrado obispo de Huancayo)
- Teodosio Moreno Quintana † (17 de diciembre de 1956-21 de septiembre de 1971 retirado)
- Fernando Vargas Ruiz de Somocurcio, S.I. † (21 de septiembre de 1971-18 de enero de 1978 nombrado arzobispo de Piura)
- Emilio Vallebuona Merea, S.D.B. † (18 de enero de 1978-30 de agosto de 1985 nombrado arzobispo de Huancayo)
- José Ramón Gurruchaga Ezama, S.D.B. † (3 de enero de 1987-14 de diciembre de 1996 nombrado obispo de Lurín)
  - Sede vacante (1996-1999)[nota 2]
- Ivo Baldi Gaburri † (14 de diciembre de 1999-4 de febrero de 2004 nombrado prelado de Huarí)
- José Eduardo Velásquez Tarazona, desde el 4 de febrero de 2004